# Lophuromys (subgènere)
Lophuromys és un subgènere del gènere Lophuromys que viu a l'oest i el centre d'Àfrica. El subgènere conté 29 espècies i representa, per tant, la gran majoria del gènere. És present a tot l'àmbit de distribució del gènere. Es diferencia de l'altre subgènere de Lophuromys, Kivumys, per tenir les potes i les orelles més curtes, la cua també més curta i les urpes més llargues.